# بروده (شهرستان ستاراخوویتسه)
بروده (به لهستانی:  Brody) یک روستا در لهستان است که در گمینا بروده (استان اشوی‌داشکسیه) واقع شده‌است. بروده ۱٬۷۳۷ نفر جمعیت دارد.